# Ksenija Lykina
Ksenija Valentinovna Lykina (in russo Ксения Валентиновна Лыкина?; Mosca, 19 giugno 1990) è una tennista russa.

## Biografia
Al torneo di Wimbledon 2006 - Singolare ragazze venne sconfitta da Naomi Cavaday. Nel 2007 partecipò all'US Open 2007 - Singolare ragazze venendo fermata da Lauren Albanese ai primi turni.
L'anno seguente vinse l'Australian Open 2008 - Doppio ragazze in coppia con Anastasija Pavljučenkova, sconfiggendo Elena Bogdan e Misaki Doi con il punteggio di 6-0, 6-4.
All'US Open 2008 - Singolare ragazze non riuscì a superare il secondo turno, fermata dalla statunitense Christina McHale. Nel 2009 ha partecipato al Tashkent Open 2009 - Singolare.
Ha preso parte a due Universiadi: nel 2009 ha vinto l'oro, nel 2011 il bronzo.

## Grand Slam Junior

### Doppio

#### Vittorie (1)
| Tornei del Grande Slam  |
| ----------------------- |
| Australian Open (1)     |
| Open di Francia (0)     |
| Torneo di Wimbledon (0) |
| US Open (0)             |

| N. | Data            | Torneo                     | Superficie | Compagna                 | Avversarie in finale    | Punteggio |
| 1. | 26 gennaio 2008 | Australian Open, Melbourne | Cemento    | Anastasija Pavljučenkova | Elena Bogdan Misaki Doi | 6-0, 6-4  |

#### Sconfitte (1)
| Tornei del Grande Slam  |
| ----------------------- |
| Australian Open (0)     |
| Open di Francia (0)     |
| Torneo di Wimbledon (0) |
| US Open (1)             |

| N. | Data             | Torneo            | Superficie | Compagna           | Avversarie in finale                 | Punteggio |
| 1. | 8 settembre 2007 | US Open, New York | Cemento    | Oksana Kalašnikova | Ksenija Milevskaja Urszula Radwańska | 1-6, 2-6  |